# الجمعية الفلكية الأمريكية
الجمعية الفلكية الأمريكية هي جمعية أمريكية من علماء الفلك المحترفين وغيرهم من الأفراد المهتمين، ويقع مقرها في واشنطن العاصمة. الهدف الأساسي من الجمعية هو تعزيز تقدم علم الفلك وفروع العلوم ذات الصلة الوثيقة، بينما يشمل الغرض الثانوي تعزيز تعليم علم الفلك وتوفير صوت سياسي لأعضائه من خلال ممارسة الضغط والأنشطة الشعبية. مهمتها الحالية هي تعزيز ومشاركة الفهم العلمي للبشرية للكون.

## الروابط الخارجية
- الموقع الرسمي